# Čtyři ušlechtilé pravdy

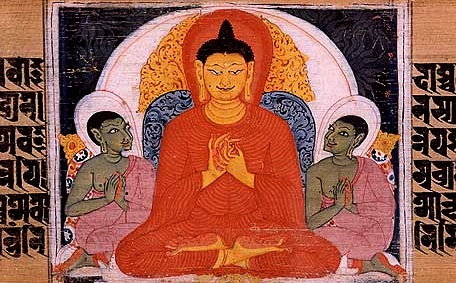
Buddha Gautama vyučuje čtyři ušlechtilé pravdy v rukopisu z Nálandy

Čtyři ušlechtilé (nebo vznešené) pravdy (v páli Čattári arijasáččani) tvoří základ Buddhova učení (dharmy), jejich intuitivní pochopení je předpokladem osvícení – prožitku nibbány (v skt. nirvány).
Buddha je poprvé formuloval v Dhammačakkappavattana-suttě (skt. Dharmačakrapravartana-sútra, překl. Sútra o roztočení kola zákona). Dále např. v Saččavibhanga-suttě (překl. sútra o výkladu pravd) vysvětluje Sáriputta, nejvýznamnější Buddhův žák, čtyři ušlechtilé pravdy.

## Čtyři ušlechtilé (vznešené) pravdy
1. Pravda o utrpení (skt. dukkha – utrpení).
2. Pravda o vzniku utrpení (skt. samudaja – původ, příčina).
3. Pravda o ustání utrpení (skt. niródha – zánik, zrušení)
4. Pravda o cestě vedoucí ke konci utrpení (Ušlechtilá osmidílná stezka) (skt. marga – cesta)

## Ušlechtilá pravda o utrpení
Věci v životě jsou neuspokojivé a strastiplné:
- zrození
- stárnutí
- nemoc
- smrt
- zármutek
- nespokojenost
- bolest
- neštěstí
- nepohodlí
- spojení s tím, co je nepříjemné
- odloučení od toho, co je příjemné
- nedosáhnutí/nezískání toho, co si přejeme dosáhnout/získat.

Zkrátka všech pět rovin našeho prožívání, na kterých lpíme, je strastných.

## Ušlechtilá pravda o vznikání utrpení
Příčinou utrpení jsou žádostivosti vedoucí k zachování života a ke znovuzrozování, které doprovází rozkoš a ulpívání na ní, a hledání potěšení v různých pomíjivých věcech; tedy žádostivost po smyslových rozkoších, po bytí a po zániku (toho co nechceme).
Poznámka:
tato žádostivost, spojená s ulpíváním, zaslepeností a nenávistí, váže bytosti v koloběhu utrpení v Samsáře. Příčiny vzniku utrpení jsou do detailu popsány v naukách 12 článků řetězu podmíněného vznikání.
Smysly v buddhistickém pojetí zahrnují i mysl, smyslové rozkoše zde nejsou jen ty tělesné.
Pro porovnání: Samjódžana

## Ušlechtilá pravda o zaniknutí utrpení
Utrpení je možné učinit konec úplným zničením a zaniknutím právě této žádostivosti. Jejím opuštěním a zanecháním, osvobozením se a neulpíváním na ní.
Poznámka: zánik žádostivosti se vykládá (např. v rámci Théravády) jako zbavení se hlavních kořenů utrpení – zaslepenosti (móha), lpění (lóbha) a nenávisti (dósa).

## Ušlechtilá pravda o stezce vedoucí k zaniknutí utrpení
Je to tato Ušlechtilá osmidílná stezka, totiž správné (pravé):[zdroj?]
- chápání, (pochopení) – Pochopit utrpení, pochopit vznikání utrpení, pochopit zaniknutí utrpení, pochopit stezku, vedoucí k zaniknutí utrpení; to je správné chápání.
- myšlení, (zamýšlení, záměr) – Myšlení oproštěné od žádosti, od zlovůle, od krutosti; to je správné myšlení
- mluva, (mluvení) – Zdržovat se lhaní, pomlouvání, drsné řeči, planého tlachání; to je správná mluva
- konání, (jednání) – Zdržovat se zabíjení a braní toho, co není darováno, vystříhat se nepříslušných pohlavních styků; to je správné konání
- živobytí, (životospráva) – Když ušlechtilý žák, který se vyhne nesprávnému způsobu nabývání živobytí, nabývá své živobytí správným způsobem života; to je správné živobytí
- snažení, (úsilí) – Tu ušlechtilý žák v sobě vzbudí vůli vyhnout se vzniku zlých, škodlivých stavů mysli; vyvine snahu, probudí v sobě energii, zaměří na to svou mysl a úsilí. Vzbudí v sobě vůli překonat zlé, škodlivé stavy, které v něm již vznikly; vyvine snahu, probudí v sobě energii, zaměří na to svou mysl a usiluje. Vzbudí v sobě vůli vyvinout blahodárné stavy, které v něm ještě nevznikly; vyvine snahu, probudí v sobě energii, zaměří na to svou mysl a usiluje. Vzbudí v sobě vůli uchovat si již vzniklé blahodárné stavy, aby je nezanedbával, ale přivedl k růstu, ke zrání a dokonalému rozvoji; vyvine snahu, probudí v sobě energii, zaměří na to svou mysl a usiluje
- uvědomění, (pozornost, všímavost) – Tu ušlechtilý žák vytrvale soustředí pozornost na tělo, uvědomuje si právě a jen tělo, na pocity, uvědomuje si právě a jen pocity, na mysl, uvědomuje si právě a jen mysl; na dharmu, uvědomuje si právě a jen dharmu; horlivě, s jasným pochopením a bděle přítomně, opustiv chamtivost i znechucenost ve vztahu ke světu. To je správné uvědomění.
- soustředění – Tu ušlechtilý žák, odvrácen od smyslových předmětů, od neprospěšných věcí, dosáhne prvního vnoru, které vzniká z odpoutání, provázeno rozjímáním a naplněno povznesením a radostí. Po odeznění myšlenkových pochodů a rozjímání, když bylo dosaženo klidu a sjednocení mysli, dosáhne žák druhého vnoru, které vzniká ze soustředění a naplněno povznesením a radostí. Po odeznění nadšení prodlévá žák s vyrovnanou myslí, bdělý a jasně přítomný a zažívá v sobě onen pocit, o kterém Vznešený praví „Šťastný je, kdo prodlévá s vyrovnanou myslí a bdělostí“. Tak dosáhne třetího vnoru. Když se žák odpoutal od potěšení i bolesti a dřívějších radostí a strázní, vstoupí žák do stavu mimo štěstí a utrpení a dosáhne tak čtvrtého vnoru, které je očištěno duševní rovnováhou a uvědoměním. To je správné soustředění.